# Glosa (lengua auxiliar)
Glosa es una lengua auxiliar internacional basada en la lengua auxiliar Interglossa. Fue desarrollada por Ron Clark y Wendy Ashby, aunque inicialmente contó con una cierta colaboración de Lancelot Hogben, creador de Interglossa. Glosa es una lengua aislante, libre de flexión gramatical, de manera que cada palabra tiene una forma original invariable. Las funciones gramaticales son realizadas por una serie de palabras especiales, o bien por una cierta coordinación de las palabras (sintaxis).

## Historia
La lengua auxiliar Glosa está basada en la lengua Interglossa diseñada por el científico Lancelot Hogben durante la Segunda Guerra Mundial. El manual fue publicado en 1943 como "un esbozo de una lengua auxiliar" (del título original: Interglossa: A draft of an auxiliary).
Ron Clark descubrió el manual de Interglossa hacia el año 1960. Se reunió con Hogben con la intención de desarrollar el lenguaje. Colaboraron para hacerlo más fácil de usar en todas las formas posibles de comunicación. Wendy Ashby se unió al proyecto en 1972. Cuando Hogben murió en 1975, la mayoría de cambios ya habían sido discutidos. Hogben y Clark habían acordado que el lenguaje debería escribirse de modo fonético (esto es: cada letra representando un solo sonido). Este principio implicaba que los dígrafos PH, TH, CH, ahora serían escritos F, T, K (o bien C).
Finalmente algunos cambios adicionales fueron introducidos por Ron Clark y Wendy Ashby, que entonces dieron al lenguaje el nuevo nombre Glosa (lengua en griego), y así fundaron una nueva lengua auxiliar.
Hasta 1979 aproximadamente, Ashby y Clark comprobaron el uso práctico de Glosa con voluntarios. Durante este periodo, el vocabulario y algunos detalles sobre formación de frases fueron desarrollados y revisados. Finalmente publicaron un primer diccionario de Glosa.
Desde 1987, la organización de caridad GEO (Glosa Education Organisation) ha promovido la enseñanza de Glosa como segunda lengua en escuelas de todo el mundo. La página web oficial de GEO fue establecida por Paul O. Bartlett en 1996, y en el presente es administrada por Marcel Springer.

### Historia incompleta
En la historia que relata la web oficial de Glosa, no hay información sobre cuáles reformas fueron consensuadas con Hogben, y cuáles no. Se afirma que tras la defunción de Hogben “algunos cambios triviales fueron introducidos”, pero no se especifican.
Mientras la Interglossa de Hogben estaba explícitamente basada en la lengua auxiliar Basic English, Glosa tiende a funcionar como el inglés normal. Principalmente: mientras Interglossa funciona con un pequeño número de verbos esenciales (hasta 20), que Hogben llama “verboides” o “operadores verbales”, Glosa funciona sin esta clase especial de palabras. Así de nuevo la cuestión es si este cambio forma parte de los acuerdos iniciales Clark-Hogben, o más bien de los cambios posteriores de Clark y Ashby.

## Gramática

### Alfabeto y fonología
| Letras mayúsculas |   |    |   |   |   |   |     |   |   |   |   |   |   |   |   |    |   |   |   |   |   |   |    |   |    |
| A                 | B | C  | D | E | F | G | H   | I | J | K | L | M | N | O | P | Q  | R | S | T | U | V | W | X  | Z | SC |
| Minúsculas        |   |    |   |   |   |   |     |   |   |   |   |   |   |   |   |    |   |   |   |   |   |   |    |   |    |
| a                 | b | c  | d | e | f | g | h   | i | j | k | l | m | n | o | p | q  | r | s | t | u | v | w | x  | z | sc |
| Fonemas del AFI   |   |    |   |   |   |   |     |   |   |   |   |   |   |   |   |    |   |   |   |   |   |   |    |   |    |
| a                 | b | tʃ | d | e | f | g | [h] | i | j | k | l | m | n | o | p | qw | r | s | t | u | v | w | ks | z | ʃ  |

### Acento y flexión vocal
Como norma general, el acento suena sobre la vocal inmediatamente anterior a la última consonante.
Como en español y otras lenguas, generalmente suena una especie de inflexión tonal ascendente ante una coma, punto y coma, o signo de interrogación. Y suena una especie de inflexión tonal descendente ante un punto.

### Tipos de palabras
Glosa contiene dos grupos principales de palabras:
Partículas: un número reducido de palabras que realizan funciones básicas referidas a relaciones entre conceptos. Se trata básicamente de preposiciones y conjunciones, tales como: de (de), e (y), pre (antes, antes de), supra (encima, encima de), sub (debajo, debajo de), etc.
Nombres: palabras cada una de las cuales puede representar una cosa concreta, y/o acción, y/o cualidad abstracta. Cada palabra puede tener múltiples significados, según como se usen en una frase (como substantivo, como adjetivo, como verbo, etc.) Por ejemplo: "oku" puede significar: ojo, ocular, óptico, ojear, mirar, etc.
En Glosa se utilizan gran número de palabras compuestas, para reducir al mínimo la carga de palabras básicas a memorizar. Algunas palabras tienen una versión abreviada para facilitar este proceso.
- stude (estudiar, estudio) + pe[rsona] (persona) = stude-pe (persona que estudia, estudiante).
- stude + do[mi] (casa) = stude-do (casa de estudio, escuela, biblioteca, etc.)
- pato (patología, enfermo) + do[mi] = pato-do (casa de enfermos, hospital).

### Adjetivos
Generalmente los adjetivos preceden a la palabra que califican. Así mismo sucede con los números cardinales y con los pronombres posesivos.
- Mi fu lekto u boni bibli. = Yo leeré un buen libro.
- Mi fu lekto bi bibli. = Yo leeré dos libros.
- Mi fu lekto mi bibli. = Yo leeré mi libro.

La principal excepción, la forman los números ordinales:
- Mi fu lekto bibli bi. = Leeré el libro número dos, el segundo libro.

### Partículas gramaticales
El diccionario principal de Glosa ("Glosa Inter-reti Diktionaria") aporta una lista de partículas esenciales, sobre número, tiempos verbales, voz pasiva, interrogación, comparaciones, y pronombre relativo. En la página web de Glosa se encuentra una lista similar.
| u(n)      | un, -a; el, la                      | u bibli, un avi     | un libro, el libro; un ave, el ave                    |
| plu       | varios, -as; los, las               | plu avi             | varias aves; las aves                                 |
| pa        | (en el pasado)                      | Fe pa dice.         | Ella habló.                                           |
| fu        | (en el futuro)                      | Fe fu dice.         | Ella hablará.                                         |
| du        | (durante este momento)              | Fe du dice.         | Ella está hablando.                                   |
| du pa     | (durante el pasado)                 | Fe du pa dice.      | Ella estaba hablando.                                 |
| nu        | ahora                               | Fe nu vora.         | Ella ahora come.                                      |
| nu pa     | (hace un momento)                   | Mi nu pa vide fe.   | La vi hace un momento; Acabo de verla.                |
| nu fu     | (dentro de un momento)              | Mi nu fu vide fe.   | La veré dentro de un momento; Estoy a punto de verla. |
| pa fu     | (desde el pasado en el futuro)      | Mi pa fu dice.      | Yo iba a hablar.                                      |
| fu pa     | (en el futuro, acción pasada)       | Mi fu pa akti id.   | Yo habré hecho eso.                                   |
| si        | si (condicional)                    | si fe vide an       | si ella lo ve.                                        |
| sio       | (en tal caso)                       | Mi ne sio ki.       | En tal caso, yo no voy; Yo no iría.                   |
| ne        | no                                  | Fe ne pote vide id. | Ella no puede ver eso.                                |
| qo-ra … ? | ¿Qué cosa?; ¿Qué?                   | Tu pa vide qo-ra?   | ¿Qué has visto?                                       |
| qe … ?    | ¿Que …? (cuestión de si o no)       | Qe tu pa vide?      | ¿(Que) has visto?                                     |
| … qe?     | ¿… no es así? (cuestión de si o no) | Tu pa vide id, qe?  | Has visto eso, ¿no?                                   |
| qo-ka …?  | ¿Por qué causa?; ¿Porqué?           | Qo-ka tu akti id?   | ¿Porqué haces eso?                                    |
| qo-te …?  | ¿Con que intención?; ¿Para qué?     | Qo-te tu akti id?   | ¿Para qué haces eso?                                  |
| qi …      | que (pronombre relativo)            | u gina , qi …       | la mujer, que …                                       |
| gene      | es … (voz pasiva)                   | Id pa gene dice …   | Eso fue dicho …                                       |
| ge-       | que es … (participio pasivo)        | ge-frakti           | roto                                                  |
| no(n)-    | in- (opuesto)                       | non-alti            | bajo                                                  |
| se        | sí                                  | lava se             | lavarse                                               |
| auto      | (uno) mismo                         | Mi auto pa vide id. | Yo mismo vi eso.                                      |
| iso …     | tan(to) …; igual de …               | iso mega de …       | tan grande como …; igual de grande que …              |
| ma …      | más …                               | ma termo de …       | más caliente que …                                    |
| maxi      | lo más; máximo                      | u maxi termo        | lo/el/la más caliente                                 |
| mei …     | menos …                             | mei termo de …      | menos caliente que …                                  |
| mini      | lo menos; mínimo                    | u mini termo        | lo/el/la menos caliente                               |

### Sintaxis
En Glosa, las palabras conservan siempre su forma original, independientemente de su función en la frase. Así, la misma palabra puede funcionar como verbo, sustantivos, adjetivo o preposición. Las funciones gramaticales son realizadas por un número limitado de palabras especiales, o bien por una cierta coordinación de las palabras (sintaxis). La secuencia Sujeto + Verbo (+ Objeto) es la manera general de expresar la frase. Las partículas de tiempo y los adverbios preceden a los verbos. De hecho la mayoría de palabras pueden actuar como verbos, si están claramente ubicadas tras el sujeto de la frase y/o ante el objeto. Los adjectivos generalmente preceden a los substantivos. 
Habitualmente se compara Glosa a dos idiomas naturales que son analíticos en diferentes grados, el chino y el inglés:

Glosa is interesting among conlangs in that it is a completely analytic language: there are no inflections for noun plurals, verb tenses, genders, and what-not. Somewhat as in English, a word may be used as more than one part of speech.
[Traducción: ] Glosa es interesante entre las lenguas construidas en el hecho de ser completamente analítica: no hay flexiones para nombres plurales, tiempos verbales, géneros, etc. Un poco como en inglés, una palabra puede ser usada como diversas partes del discurso.
Paul Bartlett, «Critiques of individual planned languages»

### Léxico
Si bien la lengua Glosa se escribe con el alfabeto latino moderno, el léxico se compone de palabras latinas y griegas.
En principio, las palabras griegas se adoptan en la forma de la transcripción latina tradicional. Pero hay ciertas simplificaciones, ya que se suprimen las dobles consonantes (excepto la moderna SC /ʃ/). Las reglas de pronunciación son relativamente simples y regulares: hay tres consonantes especiales (Q /qw/, X /ks/, H /h/ o muda); y hay dos vocales que ocasionalmente adoptan valor consonántico ante otra vocal (I /j/, U /w/).
En general, las palabras de origen latín adoptan una cierta vocal final característica, aunque hay excepciones.
| Palabras de origen latín | Palabras de origen latín | Palabras de origen latín |
| Desinencia latina        | Final en Glosa           | Ejemplo                  |
| ------------------------ | ------------------------ | ------------------------ |
| -a, -ae                  | -a                       | aqa (agua)               |
| -us, -i                  | -us                      | katus (gato)             |
| -um, -i                  | -a                       | ova (huevo)              |
| -is, -is                 | -i                       | pani (pan)               |
| -o, -onis                | -o                       | natio (nación)           |
| -us, -us                 | -u                       | manu (mano)              |
| -o, -are                 | -a                       | vora (comer)             |
| -o, -ere                 | -e                       | bibe (beber)             |
| -io, -ire                | -i                       | veni (venir)             |

| Palabras de origen griego | Palabras de origen griego | Palabras de origen griego |
| Desinencia griega         | Final en Glosa            | Ejemplo                   |
| ------------------------- | ------------------------- | ------------------------- |
| -α, -ης                   | -a                        | glosa (lengua)            |
| -α, -ατος                 | -a                        | soma (cuerpo)             |
| -ος, -ου                  | -o                        | bio (vida)                |
| -ιος, -ίου                | -i                        | heli (sol)                |
| -ον, -ου                  | -a                        | zoa (animal)              |
| -ω, -ειν                  | -o                        | grafo (escribir)          |

### Puntuación
El punto acaba la frase. Igualmente el signo de interrogación, ?, y el signo de exclamación, !.
El punto y coma separa la frase subordinada de la principal.
La coma separa los elementos de una lista.

### Pronombres personales
mi (yo, me), tu (tu, te) , vi (vosotros), an[dro] (él, le), fe[mina] (ella, la), it (eso, ello), pe[rsona] (uno, alguien), na (nosotros), mu[lti] (ellos), se (uno mismo).

## Texto de muestra
El Padre nuestro:
| Versión en Glosa: | Texto en griego: | Versión en español (con doxología final): |
| Na parenta in urani: na volu; tu nima gene revero, tu krati veni, e tu tende gene akti, epi geo homo in urani. na volu; tu don a na nu-di na di-pani, e tu pardo na plu mali akti, metro na pardo mu; qi akti mali de na. E na volu; tu ne dirige na a plu mali ofere, sed tu libe na ab mali. Ka tu tena u krati, u dina, e un eu-famo, pan tem. Amen. | Πάτερ ημών ο εν τοις ουρανοίς, αγιασθήτω το όνομά Σου, ελθέτω η Βασιλεία σου, γενηθήτω το θέλημά σου ως εν ουρανώ και επί της γης. Τον άρτον ημών τον επιούσιον δος ημίν σήμερον, και άφες ημίν τα οφειλήματα ημών, ως και ημείς αφίεμεν τοις οφειλέταις ημών. Και μη εισενέγκης ημάς εις πειρασμόν, αλλά ρύσαι ημάς από του πονηρού. Ότι σου εστί η βασιλεία και η δύναμις και η δόξα εις τους αιώνας. Αμήν. | Padre nuestro, que estás en el cielo, santificado sea tu Nombre; venga a nosotros tu reino; hágase tu voluntad, en la tierra como en el cielo. Danos hoy nuestro pan de cada día; perdona nuestras ofensas, como también nosotros perdonamos a los que nos ofenden; no nos dejes caer en la tentación, y líbranos del mal. Tuyo es el reino, el poder y la gloria, por siempre Señor. Amén. |